# 大井手哲
大井手 哲（おおいで さとし、1961年11月24日 - ）は、兵庫県出身のプロゴルファー。

## 来歴
1992年の茨城オープンでは加藤仁・岩下吉久に次ぐと同時に森茂則・江本光・小泉清一・町野治・小溝高夫・渡辺由己を抑え、芹澤大介と並んでの3位タイに入った。
1998年にはアジアサーキットの新規大会「マカオオープン」でビジェイ・シン（ フィジー）、ジルベルト・モラレス（ ベネズエラ）、ニック・ファルド（ イギリス）らとの優勝争いを制して4打差逆転優勝を飾るが、これがアジアサーキットでの日本人選手最後の優勝になる。
1999年にはアイフルチャレンジカップ・オータムで国内初優勝を飾り、茨城オープンでは佐藤英之・福沢孝秋・横山明仁と並んでの6位タイに入る。
2001年にはアジアPGAダビドフツアーで新規大会「タイランドマスターズ」で姜旭淳（ 韓国）の7位、ミャンマーオープンではアンソニー・カン（ アメリカ合衆国）の9位という好成績を収める。
帰国後のつるやオープンではパープレーで折り返した1番パー4のピン左8mのバーディがカップに吸い込まれた瞬間から急にパットが入りだし、2番で2.5mのパーパットを沈め、3番で3m、4番は2mを入れて連続バーディを決める。パットが入ると、ショットも良くなり、5アンダーの首位タイでホールアウト。
2002年のJCBクラシック仙台ではパッティングの絶不調で予選落ちの不安もあったが、練習日にキャディから「パットのとき、膝が動きすぎています」と指摘され、膝を意識するのを止めて、パターヘッドを低く打ち出すようにする。これが成功し、初日は6m以内のバーディチャンスを一つも外さず8バーディーを奪って、7アンダーでクリスチャン・ペーニャ（アメリカ）と並んでの首位タイ発進を決める。
2003年には関西オープンで優勝し、2005年には兵庫県オープンで奥田靖己と並んでの5位タイに入り、2013年の日本プロを最後にレギュラーツアーから引退。

## 主な優勝
国内
- 1999年 - アイフルチャレンジカップ・オータム
- 2003年 - 関西オープン

海外
- 1998年 - マカオオープン